# ドロテア 〜魔女の鉄鎚〜
『ドロテア〜魔女の鉄鎚〜』（ドロテア まじょのてっつい）は、Cuvie作の漫画。『月刊ドラゴンエイジ』（富士見書房刊）に2005年6月号から2008年3月号まで連載された。単行本は全6巻が富士見書房から刊行されている。

## あらすじ
15世紀末期のドイツ。ヨーロッパ中を魔女狩りが猛威を振るう中、アルビノの少女は自らが魔女と告発される危険を背負いながら、故郷を救うために戦う。

## 登場人物
ドロテア・エッシェンバッハ
主人公兼ヒロイン。白い髪（第1話のカラーページのみ金髪だった）、白い肌、赤い双眸を持つアルビノの少女。日の光に弱い。「ナウダースの白き子供」
雷鎚団に所属する女騎士。歩兵隊所属で階級は少尉。雷鎚の魔女（ミュルニールのまじょ）の二つ名を持つ武術の達人。
ギュルク・フルンツブルク
もう一人の主人公。ドロテアの幼馴染。雷鎚団の幹部で親衛兵（トラバント）。斧の腕は高いが剣技はドロテアに劣っている。
ドロテアのことが好きで、ドロテアのためなら強引なことも平気で行える。
シャンツガルド
ドロテアの祖母。ドロテアと同じくアルビノで、ナウダース地方の巫女（シビュラ）様と崇められる。白の家の当主。先見の能力がある。
エルスベート（エルゼ）・フォン・ナウダース
もう一人のヒロイン。ナウダース伯の末姫にしてザクセン大公の姪。一人称は「私（わたくし）」と姫らしいが、口調は普通である。白き子供（アルビノ）のため、父親により城に軟禁されている。
ドロテアが傭兵団に所属するためにナウダースを旅立つ際、ザクセン大公への書状と母親カタリナの遺品をドロテアに託す。
ナウダースの領民にはエルゼ姫と呼ばれる。
ギュルクのことを想っている。
カスパル・フォン・パイネ
雷鎚団の連隊長。ギュルクの父親と面識がある。
エデウィッヒ
雷鎚団の高級娼婦。連隊長の恋人。
アントン
雷鎚団の騎士。ドロテアを何かと目の敵にしている。
自らの思惑のためにコンラートを協力しようとするが、コンラートの怒りに触れ殺される。
シャンデネ
雷鎚団の老司祭。
ザクセン大公選帝侯フリードリヒIII世
エルゼ姫の伯父。雷鎚団に公国内よりワルドー派を根絶するように依頼する。
実在の人物で史実では宗教改革の中心人物マルティン・ルターを庇護している。ハプスブルク家への対抗上、教皇も彼をないがしろにはできなかった。その業績から賢公と称されている。
ヨハン・フォン・ナウダース伯爵
ナウダース領主でエルゼの父。白の家の下風に置かれていることが我慢ならず、シャンツガルドの排除をもくろむ大局の見えていない小人物。実の娘であるエルゼに対しても白き子供ということで冷遇している。
エルゼの兄
作中、まだ名前の出ていないエルゼの異母兄。エルゼの処遇に対しては同情的であり、父親よりも周囲の状況が見えている模様。
ジグムンド・フルンツブルク
ギュルクの父でナウダースの近衛隊長。元傭兵でカスパルの兄弟子・親友だった。実戦経験豊富でナウダース騎士団の中心的人物。ドロテアの武術の師匠でもある。息子であるギュルクとは素直になれずギクシャクした関係。
コンラート　
ワルドー派の副将。自らを「主の剣」と自称し、旧約聖書の一節を多用する。
これまで99人の魔女を火刑にしており、ドロテアを100人目にしようと執拗に付狙う。
自分との縁を切ろうとした、パトロンを屋敷の者共々皆殺しにした。
雷鎚団に囚われるが、自らの思惑で協力を求めるアントンを殺して逃げ延びる。

## 用語
ナウダース（Nauders）
南部ドイツ語圏の実在の地名で、現在はオーストリア西部チロル州ランデック郡に属し、スイスとイタリアにはさまれている。作中でもエルダと兄の会話中に不鮮明な地図が登場する。
白の家
ナウダースで生まれた白き子供を成人まで育てる家。当主はシャンツガルド。
異教徒

ナウダースの白き子供
生まれればその家に幸福をもたらすと言われる、アルビノの子供。ナウダースでは神聖視される。
ヴァルド派
300年前に破門された異端の一派。魔女狩りの急先鋒で、その功績として教皇庁から正統派として認めてもらおうとしている。

## 書誌情報
- Cuvie『ドロテア〜魔女の鉄鎚〜』富士見書房、全6巻
  1. 2006年3月28日発売[1]、ISBN 4-04-712448-6
  2. 2006年4月27日発売[2]、ISBN 4-04-712451-6
  3. 2006年9月27日発売[3]、ISBN 4-04-712465-6
  4. 2007年5月7日発売[4]、ISBN 4-04-712492-3
  5. 2007年12月6日発売[5]、ISBN 4-04-712520-2
  6. 2008年5月7日発売[6]、ISBN 4-04-712548-2